# 敦布勒韋尼鄉 (弗朗恰縣)
45°33′N 27°06′E / 45.55°N 27.1°E
敦布勒韋尼鄉（羅馬尼亞語：Comuna Dumbrăveni, Vrancea），是羅馬尼亞的鄉镇，位於該國東部，由弗朗恰縣負責管轄，面積33平方公里，海拔高度96米，2002年人口数量为4,292人，人口密度为每平方公里132人。